# Turistická značená trasa 2069
 Turistická značená trasa 2069 je 8 km dlouhá modře značená trasa Klubu českých turistů v okrese Brno-venkov spojující Nedvědici s Doubravníkem. Převažujícím směrem je směr jižní. Trasa vede územím Přírodního parku Svratecká hornatina.

## Průběh trasy
Turistická trasa má svůj počátek v centru Nedvědice na rozcestí, na kterém přímo navazuje na stejně značenou trasu 2006 z Bystřice nad Pernštejnem. Dále zde prochází červeně značená trasa 0501 z Víru do Tišnova, zeleně značená trasa 4536 z Hlubokého u Kunštátu do Lomnice a končí zde žlutě značená trasa 7535 z Věžné. Trasa opouští centrum Nedvědice v souběhu s trasou 0501 severovýchodním směrem a přechází Svratku. Za městskými sportovišti souběh končí a trasa 2069 stoupá východním směrem lesní pěšinou nejprve přírodní rezervací Nad horou, poté přes louku a dále lesem. Po překonání nejvyššího bodu ve skalnatém severním úbočí kóty 513 m přechází na lesní cestu a klesá východním směrem k okraji Skorotic. V centru vsi se nachází rozcestí se zde výchozími trasami červenou 0533 do Kunštátu a žlutou 7595 do Lomnice. Trasa 2069 pokračuje ze Skorotic přibližně jižním směrem po asfaltové komunikaci střídavě lesy a pastvinami do Křížovic, kde se nachází rozcestí se zde výchozí žlutě značenou trasou 7511 do Štěpánovic. Trasa 2069 mění směr na západní a klesá ze vsi pěšinou po okraji louky a poté lesem na rozcestí opět s červeně značenou trasou 0501. S ní pokračuje v souběhu po lesní cestě nejprve západním a poté jižním směrem úbočím Vinohradu a dále přechází do klesání chatovými osadami k železniční trati Žďár nad Sázavou - Tišnov. Podél ní pokračuje po zpevněné komunikaci k železniční zastávce v Doubravníku, za kterou souběh s trasou 0501 končí. Trasa 2069 se stáčí k západu, přechází Svratku a v centru Doubravníku končí na rozcestí opět se zeleně značenou trasou 4536.

## Turistické zajímavosti na trase
- Kostel svaté Kunhuty v Nedvědici
- Památná Lípa před kostelem v Nedvědici
- Systém naučných stezek Pernštejn
- Přírodní rezervace Nad horou
- Vyhlídkové místo na louce v západním svahu kóty 513
- Pomník obětem první světové války ve Skoroticích
- Kaple Panny Marie ve Skoroticích
- Kaple v Křížovicích
- Galerie z ruky v Křížovicích
- Vyhlídkové místo na okraji Křížovic
- Kostel Povýšení svatého Kříže v Doubravníku
- Socha svatého Jana Nepomuckého v Doubravníku